# Chiauci
Chiauci – miejscowość i gmina we Włoszech, w regionie Molise, w prowincji Isernia.
Według danych na rok 2004 gminę zamieszkiwało 277 osób, 18,5 os./km².